# David Pierre Giottino Humbert de Superville

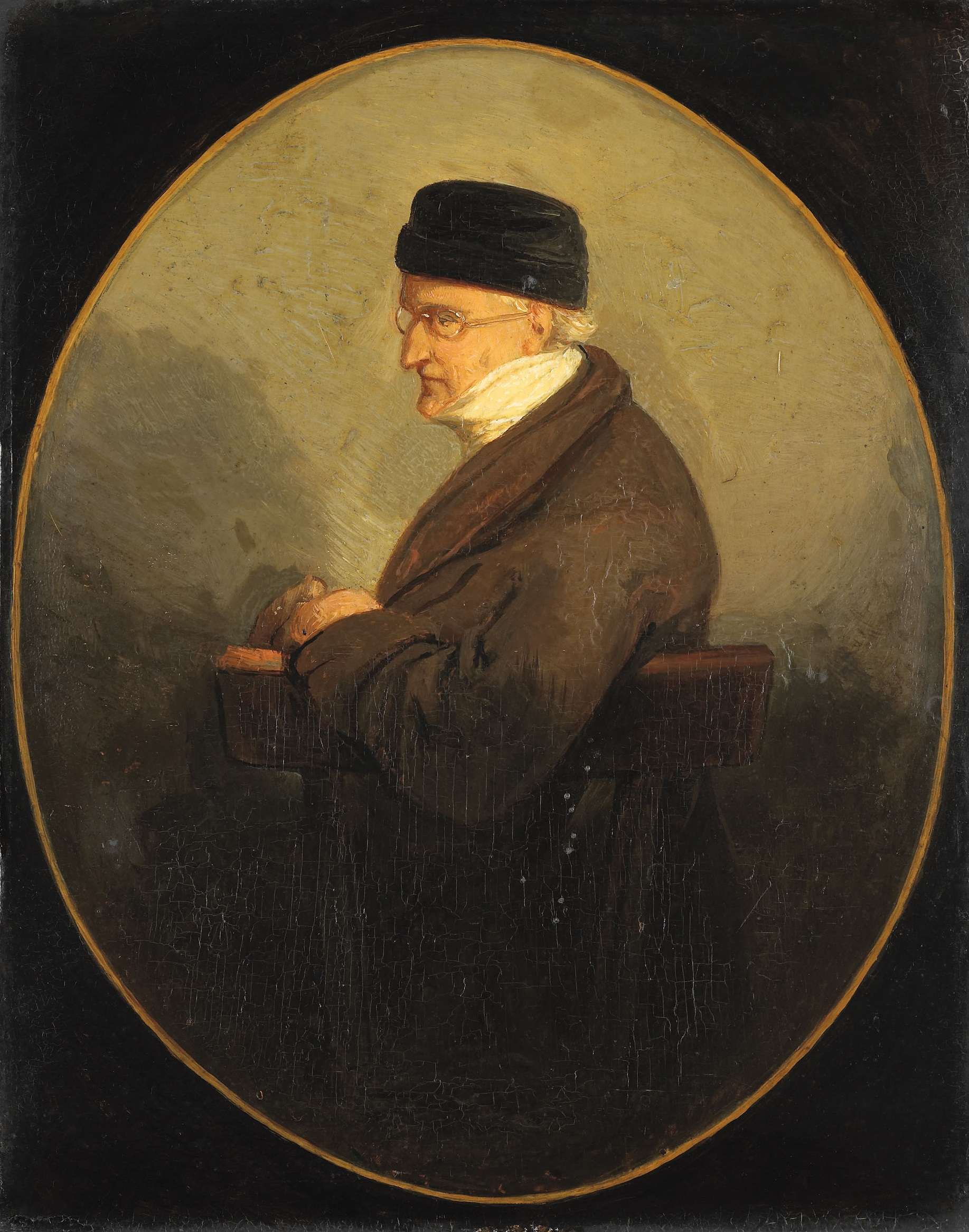
David Pièrre Giottino Humbert de Superville, retrato de Jacobus Ludovicus Cornet hacia 1840-1849

David Pierre Giottino Humbert de Superville (La Haya, 18 de julio de 1770-Leiden, 9 de enero de 1849) fue un artista neerlandés y erudito del arte. Fue dibujante, litógrafo, grabador y retratista, y también escribió tratados de arte, incluida la influyente obra Ensayo sobre signos incondicionales en el arte (Leiden, 1827). Su pintura de 1815 del jurista y estadista Johan Melchior Kemper es ahora parte de la colección del Rijksmuseum en Ámsterdam.
Su grabado de 1801 Alegoría puede haber sido una inspiración visual directa para la obra de Paul Gauguin El espíritu de los muertos vela. Aunque no se ha establecido una conexión directa, de Superville fue citado por Albert Aurier como uno de los precursores de la pintura simbolista y el libro de Superville Signos incondicionales en el arte (1827 –32) era ampliamente conocido por ese grupo.
Un retrato de Humbert de Superville de 1848, pintado por Jacobus Ludovicus Cornet, se encuentra ahora en el Rijksmuseum de Ámsterdam. La biografía David Pierre Giottin Humbert de Superville, 1770-1849 de Cornelia Magdalena de Haas fue publicada por A.W. Sijthoff en Leiden en 1941. En 1988, se realizó una exposición de la obra de Humbert de Superville en el Museo Fabre de Montpellier (Francia) y en el Instituto Holandés de París.

## Biografía

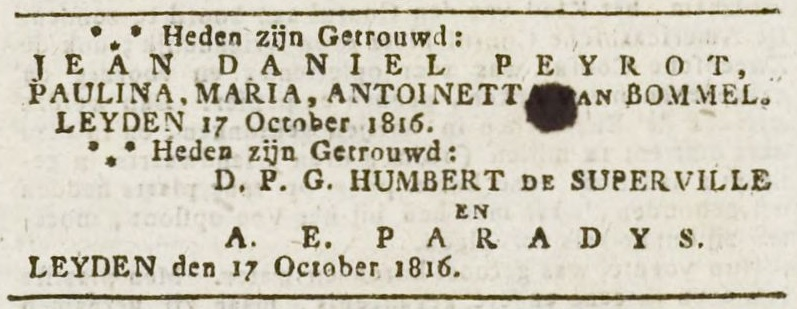
Participación de matrimonio en el Leydse Courant, 17 de octubre de 1816

D.P.G. Humbert de Superville era hijo de Jean Humbert, pintor holandés de origen suizo y francés. A su hermano, el ingeniero militar Jean Emile Humbert, se le atribuye el redescubrimiento de la ciudad perdida de Cartago. El nombre falso de Humbert de Superville de Giottino fue originalmente un apodo que le dieron en Italia porque su trabajo mostraba similitudes con el maestro italiano Giotto. También tomó el apellido de Superville en honor a su abuela Emilie de Superville, hija del eminente teólogo calvinista francés Daniel de Superville, que había huido a la república holandesa en 1685.
Partió de los Países Bajos hacia Roma en 1789 y vivió allí hasta 1800, cuando se restauró el Estado Pontificio y Humbert de Superville se vio obligado a abandonar la ciudad porque había apoyado la ocupación de Roma en 1798 por las tropas revolucionarias francesas. En 1812 se instaló en la ciudad holandesa de Leiden y se convirtió en profesor en la Universidad de Leiden. Se desempeñó como director de la academia de dibujo de Leiden Ars Aemula Naturae (1814-1823) y como primer director del gabinete de grabados, dibujos y estatuas de yeso de Leiden (1825-1849).

## Galería
Imágenes de la colección de la Biblioteca de la Universidad de Leiden:

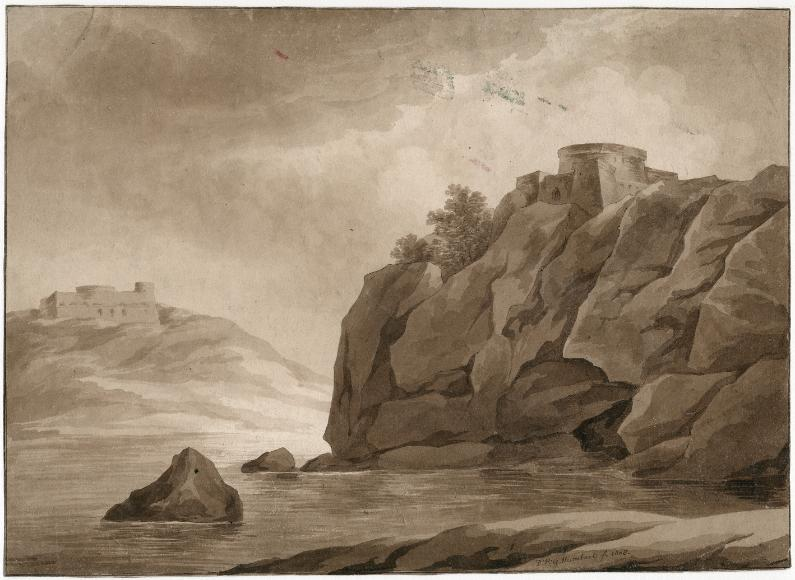
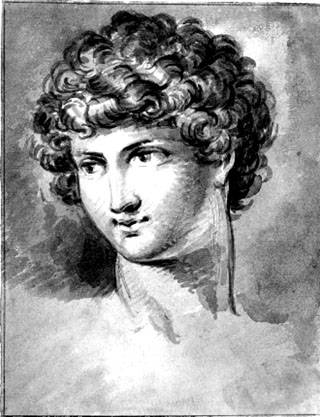
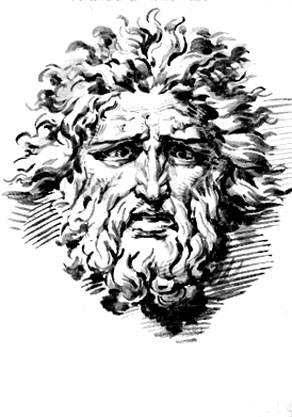
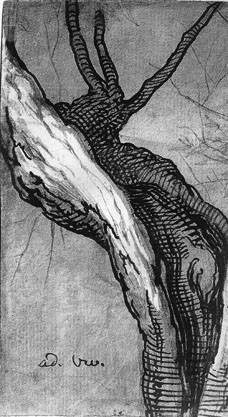
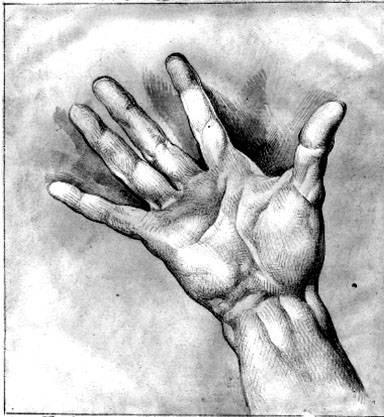
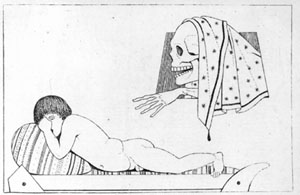
Alegoría, 1801